# Vaccinium borneense
Vaccinium borneense är en ljungväxtart som beskrevs av W. W. Smith. Vaccinium borneense ingår i Blåbärssläktet, och familjen ljungväxter. Utöver nominatformen finns också underarten V. b. poianum.